# Alpheus brachymerus
Alpheus brachymerus är en kräftdjursart som först beskrevs av A. H. Banner 1953.  Alpheus brachymerus ingår i släktet Alpheus och familjen Alpheidae. Inga underarter finns listade i Catalogue of Life.